# Stigmidium ephebes
Stigmidium ephebes är en lavart som först beskrevs av Henssen, och fick sitt nu gällande namn av David Leslie Hawksworth 1975. Stigmidium ephebes ingår i släktet Stigmidium och familjen Mycosphaerellaceae.  Arten är reproducerande i Sverige. Inga underarter finns listade i Catalogue of Life.